# Philippine Standard Geographic Code
Der Philippine Standard Geographic Code (PSGC) ist ein Klassifizierungssystem zur systematischen Einteilung von geographischen Gebieten auf den Philippinen. Nachdem bis dahin die verschiedenen Regierungsbehörden eine ganze Reihe unterschiedlicher geographischer Klassifizierungssysteme nutzte, wurde im Jahr 1976 der PSGC entwickelt und 1977 veröffentlicht. Die Schaffung eines einheitlichen Systems zur Erfassung und Verarbeitung von Statistikdaten, die eine geographische Disaggregation erfordern, ermöglichte eine Harmonisierung und Vergleichbarkeit statistischer Daten. Der PSGC stellt darüber hinaus eine verbindliche Liste der offiziellen Namen aller Verwaltungseinheiten in den Philippinen dar.
Das PSGC-System ist in vier hierarchische Ebenen unterteilt: Regionen, Provinzen, Städte oder Gemeinden, Barangays. Die Zusammenstellung und Aktualisierung der Codes erfolgt durch die Philippine Statistics Authority (PSA) und der ressortübergreifenden Arbeitsgruppe TWGGC (Technical Working Group on Geographic Code), welchem das Department of the Interior and Local Government (DILG), die Commission on Elections (COMELEC), die National Mapping and Resource Information Authority (NAMRIA), und das Land Management Bureau (LMB) angehören. Veränderungen in der Datenbasis, etwa Namensänderungen oder Änderungen der offiziellen Schreibweise von Ortsnamen, werden in quartalsweisen Aktualisierungen veröffentlicht.
Mit Stand der Aktualisierung zum vierten Quartal 2020 umfasste die PSGC-Datenbank 43.778 Einträge.
| Hierarchische Ebene | Anzahl Einträge am 31. Dezember 2020 |
| ------------------- | ------------------------------------ |
| Region              | 17                                   |
| Provinz             | 81                                   |
| Stadt               | 146                                  |
| Gemeinde            | 1.488                                |
| Barangay            | 42.046                               |

## Aufbau
Die Klassifizierung erfolgt in neunstelligen numerischen Codes, welche wie folgt unterteilt sind:
- die erste Hierarchiestufe bezeichnet die Region, zum Beispiel PSGC 110000000 für die Region XI (Davao-Region)
- die zweite Hierarchiestufe bezeichnet die Provinz, zum Beispiel PSGC 112400000 für die Provinz Davao del Sur
- die dritte Hierarchiestufe bezeichnet die Stadt oder Gemeinde, zum Beispiel PSGC 112402000 für Davao City
- die vierte Hierarchiestufe bezeichnet das Barangay, zum Beispiel PSGC 112402061 für das Barangay Ma-a